# Liste der Schiffe der United States Navy
Dieser Artikel listet alle bisher gebauten Schiffe der United States Navy auf. Ihr Namensbestandteil USS bedeutet United States Ship.
Derzeit besitzt die Marine über 300 Schiffe.
A ·
B ·
C ·
D ·
E ·
F ·
G ·
H ·
I ·
J ·
K ·
L ·
M ·
N ·
O ·
P ·
Q ·
R ·
S ·
T ·
U ·
V ·
W ·
X ·
Y ·
Z